# Filip Rudan
Filip Rudan (Zagreb, 20. svibnja 1999.) hrvatski je pjevač, gitarist i kantautor
Rođen je i odrastao u Zagrebu, u naselju Sopot. Završio je studij sociologije (prvostupnik).
Nakon nastupa u više televizijskih natjecanja, uključujući „Supertalent”, „RTL Zvijezde” i „The Voice Hrvatska”, Rudan je 2021. godine sudjelovao na Dori s debitantskim singlom „Blind”, koji je kasnije snimio i na hrvatskom jeziku pod nazivom „Kad me svojim nazvala”. Njegovo sudjelovanje na Dori rezultiralo je petim mjestom.
Godine 2022. osvojio je nagradu „Porin” za najboljeg novog izvođača, a 2023. nagradu „Music Pub – Oliver” za pjevača godine. Godine 2024. dobio je Porina u kategoriji najbolje muške vokalne izvedbe za skladbu „The Outside”.
Rudanov glazbeni izričaj karakterizira spoj pop i indie rock elemenata. Svoje pjesme uglavnom piše na engleskom jeziku. Međutim, objavio je i pjesme na hrvatskom jeziku, poput „Razine”.
U studenom 2023. godine, Rudan je objavio svoj debitantski album „Everyday View” koji sadrži uglavnom pjesme na engleskom jeziku, s izuzetkom pjesme „Razine” na hrvatskom. Album je nastajao dvije godine, a producenti su Niko Nobilo i Ivan Orešković. Singlovi s albuma uključuju „He's Not The One”, „Girl With The Brown Puppet”, „The Outside” i naslovnu pjesmu „Everyday View”.
Među značajnijim nastupima izdvajaju se doček Nove godine na zagrebačkom Trgu bana Josipa Jelačića, nastup na tribute koncertu za Akija Rahimovskog u Areni Zagreb te koncerti diljem Hrvatske. 

## Diskografija

### Albumi
- „Everyday View” (2023.)